# 天神南站
天神南站（日语：／ Tenjin-Minami eki */?）是一個位於日本福岡縣福岡市中央區渡邊通五丁目，屬於福岡市交通局（福岡市地下鐵）七隈線的鐵路車站。車站編號是N16。

## 車站構造
島式月台1面2線的地底車站。
設有6個出入口。

### 月台配置
| 月台 | 路線   | 目的地                   |
| ---- | ------ | ------------------------ |
| 1    | 七隈線 | 博多方向                 |
| 2    | 七隈線 | 六本松、福大前、橋本方向 |

各層面積，地面251平方公尺，地下1樓5,601平方公尺，地下2樓5,836平方公尺。

## 利用狀況

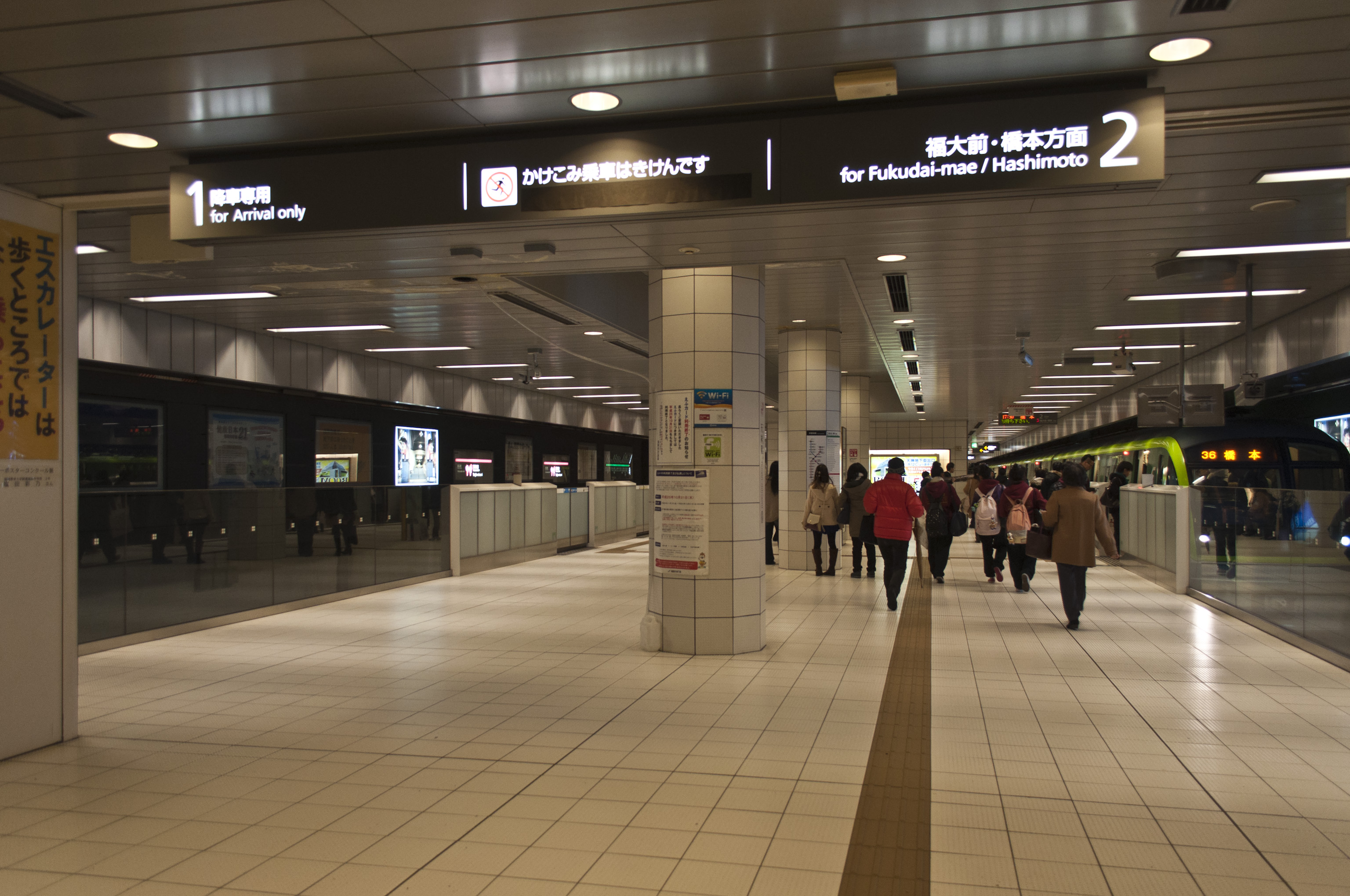
天神南站的月台。

2016年（平成28年）度的1日平均上車人次為24,236人。七隈線車站的第1位，是福岡市交通局全線次於天神站、博多站、福岡機場站，排行第4位。
開業以後的1日平均上車人次的推移如下表。
| 年度               | 1日平均 上車人次 | 1日平均 乘繼人次 | 合計   |
| ------------------ | ---------------- | ---------------- | ------ |
| 2004年（平成16年） |                  |                  | 16,110 |
| 2005年（平成17年） | 8,514            | 4,967            | 13,481 |
| 2006年（平成18年） | 10,170           | 5,325            | 15,495 |
| 2007年（平成19年） | 11,046           | 5,652            | 16,698 |
| 2008年（平成20年） | 11,513           | 6,014            | 17,527 |
| 2009年（平成21年） | 11,646           | 6,587            | 18,233 |
| 2010年（平成22年） | 11,422           | 7,424            | 18,846 |
| 2011年（平成23年） | 11,351           | 8,152            | 19,503 |
| 2012年（平成24年） | 11,663           | 8,305            | 19,968 |
| 2013年（平成25年） | 12,076           | 9,000            | 21,076 |
| 2014年（平成26年） | 12,563           | 9,412            | 21,975 |
| 2015年（平成27年） |                  |                  | 22,992 |
| 2016年（平成28年） |                  |                  | 24,236 |

## 相鄰車站
福岡市交通局（福岡市地下鐵）
 七隈線
渡邊通（N15）－天神南（N16）－櫛田神社前（N17）

## 延伸閱讀
- 福岡市交通局監修、地下鉄3号線JVグループ編著『公共交通機関のユニバーサルデザイン 福岡市営地下鉄七隈線トータルデザイン10年の記録』日本デザイン協会（発行）・セプト（発売）、2005年。

## 外部連結
- 福岡市交通局 天神南站（页面存档备份，存于）（日語）